# Socialisme llibertari
El socialisme llibertari, o anarcosocialisme, és un concepte polític també anomenat amb l'imprecís terme de esquerra llibertària. Les seves adherents no es consideren realment entre en el tradicional espectre polític de l'esquerra o la dreta: correspon a qualsevol grup polític dedicat a l'oposició de formes coercitives de l'autoritat i de jerarquia social; en particular, a les institucions del capitalisme i de l'Estat.
És una gamma de corrents anarquistes i afins que busca que les persones decideixin sobre les seves vides directament, i que propugna l'abolició de l'Estat i de tota autoritat jeràrquica involuntària. És un corrent amb un rerefons de respecte i valoració del subjecte o individu, i que considera la llibertat com el camí i l'objectiu del socialisme. Advoca per l'autogestió, la democràcia directa, l'autonomia dels moviments socials, la descentralització o distribució del poder, la revolució en tots els aspectes de la vida humana, les relacions socials, etc.

## Corrents
Algunes de les més conegudes ideologies socialistes llibertàries són: 
- Dintre de l'anarquisme: l'anarquisme col·lectivista, el comunisme llibertari i l'anarcosindicalisme -els tres tradicionalment-, l'ecologia social i l'economia participativa. També sol incloure's el mutualisme -i amb aquest, el cooperativisme.
- El marxisme llibertari (amb corrents com l'autonomisme, el consellisme, el luxemburguisme, el situacionisme).[6][7]
- El zapatisme.[8][9]
- El socialisme autogestionari.

També es poden arribar a considerar com afins o amb certa compatibilitat els corrents sorgits del liberalisme clàssic com el liberalisme agrari i el georgisme.

## Context
Usualment s'ha considerat al socialisme llibertari com un sinònim de l'anarquisme, però defineix més aviat tant als corrents aproximats o similars a l'anarquisme des de tesis socialistes. L'ús de la paraula "llibertari" és usada com a sinònim d'anarquista o com similar a l'anarquisme. L'ús de la paraula "socialisme" és referent que aquests corrents són anticapitalistes (però de forma antiautoritària). Cal tenir en compte que ni tot llibertari és socialista ni tot socialista és llibertari. El comunisme llibertari no hauria de ser considerat com sinònim de socialisme llibertari. El comunisme llibertari és una branca particular dintre del socialisme llibertari.

## Economia
La definició de socialisme d'aquestes escoles ve a ser "els mitjans de producció en mans o en propietat dels productors" en l'econòmic i "les decisions que afecten a tots preses entre tots" en l'administratiu. La paraula "socialista" fou originalment definida per a incloure "a tots aquells que creuen en el dret de l'individu a la possessió del que ell o ella produïx". Els socialistes llibertaris advoquen per l'abolició de la propietat capitalista dels mitjans de producció i l'Estat, considerant-los com a institucions nocives i innecessàries, creient en el seu lloc per drets de propietat-possessió i associacions lliures. Fora de les discussions teòriques i anàlisis més complexes almenys es pot situar un principi econòmic (i a més ètic) generalment acceptat per tot l'anarcosocialisme: on el treball és individual la propietat ha de ser individual, i on el treball és col·lectiu la propietat ha d'al seu torn ser col·lectiva. És a dir, proposen que els treballadors manuals i intel·lectuals tinguin el capital i direcció de les seves pròpies empreses; existeixen diversos mètodes proposats per a assolir-lo.